# Władysław Rubin
Władysław Rubin (ur. 20 września 1917 w Tokach, zm. 28 listopada 1990 w Rzymie) – polski duchowny rzymskokatolicki, wysoki urzędnik Kurii Rzymskiej, biskup pomocniczy gnieźnieński w latach 1964–1979, sekretarz Synodu Biskupów w latach 1967–1979, prefekt Kongregacji ds. Kościołów Wschodnich w latach 1980–1985, kardynał od 1979. Kawaler Orderu Orła Białego.

## Życiorys
Był bratem oficera Jana Kazimierza Rubina. Kształcił się w I Państwowym Gimnazjum im. Wincentego Pola w Tarnopolu, w którym w roku szkolnym 1928/1929 uzyskał Państwową Odznakę Sportową III klasy I stopnia, a w 1935 zdał egzamin dojrzałości. Następnie wstąpił do seminarium duchownego we Lwowie. Przerwał jednak naukę w seminarium i wstąpił do Szkoły Podchorążych w Tarnopolu. Następnie studiował teologię na Wydziale Teologicznym Uniwersytetu Jana Kazimierza we Lwowie.
Po wybuchu II wojny światowej uczestniczył w kampanii wrześniowej, po czym próbował przedostać się do Rumunii, jednak został zatrzymany przez Sowietów na granicy z Węgrami i uwięziony. Był przerzucany z więzienia do więzienia, w końcu zesłany do Archangielska i przydzielony do ciężkiej pracy przy karczowaniu lasu. Po powstaniu Polskich Sił Zbrojnych w ZSRR wstąpił w ich szeregi.
Po opuszczeniu ZSRR został skierowany do Bejrutu, gdzie w latach 1943–1946 studiował teologię na Uniwersytecie Świętego Józefa. 30 czerwca 1946 w Bejrucie został wyświęcony na prezbitera przez arcybiskupa Rémy'ego-Louisa Leprêtre, delegata apostolskiego w Syrii, i został duszpasterzem uchodźców polskich, a szczególnie młodzieży i studentów. Następnie udał się na studia do Rzymu (1949–1952). Uzyskał doktorat z prawa na Uniwersytecie Gregoriańskim. Ukończył też Studia Rotalne. W 1953 został mianowany przez Kongregację Konsystorialną duszpasterzem Polaków. Następnie objął stanowisko rektora Kolegium Polskiego w Rzymie. Pełnił tę funkcję w latach 1959–1964.
W listopadzie 1964 papież Paweł VI prekonizował go biskupem pomocniczym archidiecezji gnieźnieńskiej i biskupem tytularnym Serty. 29 listopada 1964 otrzymał sakrę biskupią z rąk kardynała Stefana Wyszyńskiego, arcybiskupa Karola Wojtyły i biskupa Stefana Bareły. Po śmierci biskupa Józefa Gawliny został delegatem prymasa Polski Stefana Wyszyńskiego do opieki nad emigracją i uchodźstwem polskim (1964–1980). Objął stanowisko rektora kościoła i hospicjum św. Stanisława w Rzymie.
Brał udział w III i IV sesji soboru watykańskiego II. W latach 1967–1979 był sekretarzem generalnym Synodu Biskupów. W latach 1967–1977 kierował pracami pięciu zgromadzeń ogólnych i dwóch nadzwyczajnych.
30 czerwca 1979 papież Jan Paweł II wyniósł go do godności kardynalskiej. W latach 1980–1985 pełnił funkcję prefekta Kongregacji dla Kościołów Wschodnich. Wielokrotnie w swoich wystąpieniach i opracowaniach poruszał tematykę związaną z kultem Miłosierdzia Bożego.
Zmarł po ciężkiej chorobie w Rzymie, pochowany w krypcie prokatedry w Lubaczowie.

## Odznaczenia
Dekretem prezydenta RP na uchodźstwie Ryszarda Kaczorowskiego z 10 października 1990 został odznaczony Orderem Orła Białego.
16 marca 1976 został uhonorowany francuskim Orderem Narodowym Legii Honorowej.
17 grudnia 1970 został odznaczony srebrną odznaką honorową Koła Lwowian i udekorowany nią podczas swojego pobytu w Londynie 7 marca 1971.